# 浅井清己
浅井 清己（あさい きよみ、1974年4月12日 - ）は、日本の女性声優。アミュレート所属。東京都出身。既婚。

## 経歴
小学生のころに『風の谷のナウシカ』を見て、声優に憧れる。小学6年生の時に『ガラスの仮面』を見て演劇に目覚めて、中学、高校時代は6年間も演劇部に所属していた。声優を志す前は一時期児童劇団に在籍しており、その時のスタッフとデビュー間もない頃のアフレコスタジオで再会したが、デビュー間もないということもあっておとなしくしていたことを、その後にみたび再会したそのスタッフに劇団で活発で五月蝿かった時と全然違うと指摘されたことがある。その後、若気の至りの大恋愛の末結婚しようと決めた頃、コンビニで立ち読みした公募ガイドに載っていたオーディションを受け、特別賞を受賞したことをきっかけとして声優になった。
2010年2月まではマウスプロモーションに所属していた。同年4月よりディーカラー所属。2011年11月11日、Twitterで結婚したことを発表。2024年8月1日にディーカラーとアミュレートの事業統合によりアミュレートへ転籍。

## 人物・エピソード
男の子・女の子(小さい子)を演じることを得意にしている。
趣味はダイビング。特技は水泳。
ゲームはダンジョン物を好む。『君のぞらじお』において「初体験は『ザ・ブラックオニキス』。ファミコン版よりセガ・マークIII版」と語っている。また、UYAMUYAというユニットを吉住梢と共に組んでいる。日商簿記2級と珠算2級の資格を所有。
23歳までに結婚したいと思っていたため、高校卒業後就職し、OLをしていた。しかし、それが続かず、3回目のボーナスをもらうと共にその会社を退社して、医科大学系の演劇サークルに所属してしばらく芝居をしていた。

## 出演
太字はメインキャラクター。

### テレビアニメ
1997年
- 烈火の炎（森川願子）

1999年
- GTO（浅野麻由子、宮崎、オルテガ）

2000年
- 学校の怪談（生徒たち、アナウンス、女子生徒、江藤あや）
- キョロちゃん（子供A）
- 週刊ストーリーランド（姉、晴美）
- 星界の戦旗（乗員4、乗員1）
- 名探偵コナン（アナウンス、生徒B）

2001年
- 仰天人間バトシーラー（ヘリコボーズ / ジェットオショー）
- グラップラー刃牙（米沢家メイド、ニーナ、子夜叉猿、康子 他）
- ジーンシャフト（ヒューン、研究者A）
- 超GALS! 寿蘭（2001年 - 2002年、公園の娘、インタビュアー、女性の声、友人、生徒 他）
- 旋風の用心棒（美雪のクラスメート、AVモデル）
- ニャニがニャンだー ニャンダーかめん（子ガエル）
- 魔法少女猫たると（キャンディー）

2002年
- アクエリアンエイジ Sign for Evolution（女子高生）
- ウルトラマニアック（バンブー）
- 最終兵器彼女（せいこ、娘）
- 東京アンダーグラウンド（生徒、受付嬢、係員）
- 東京ミュウミュウ（タルト、ホンチャ、女子生徒、アナウンス、いじわるな女生徒、部員、狙われた女性、マスコミ）
- NARUTO -ナルト-（2002年 - 2003年、アゲハ、日向ハナビ）
- パタパタ飛行船の冒険（ケマル）

2003年
- 奇鋼仙女ロウラン（少年期ヤマト）
- 君が望む永遠（大空寺あゆ）
- 銀河鉄道物語（ジェイン・ゴールドマン）
- 最遊記RELOAD（ユンファ）
- それいけ!アンパンマン（2003年 - 2007年、コーヒーキャラメル〈初代〉、こんにゃくん〈3代目〉）
- 探偵学園Q（女子高生）
- マーメイドメロディー ぴちぴちピッチ（女生徒B）
- 魔探偵ロキRAGNAROK（グリンブルスティ）

2004年
- A15シリーズ（変身3部作）
  - 超変身コス∞プレイヤー（イコ・スー / ディアンレイヤー）
  - ヒットをねらえ!（早坂みく）
  - LOVE♥LOVE?（早坂みく）

- 神無月の巫女（イズミ）
- 舞-HiME（深優・グリーア）
- 美鳥の日々（悪ガキB）
- 無人惑星サヴァイヴ（メノリ〈幼少期〉）
- 流星戦隊ムスメット（晃一）

2005年
- IGPX（ジェシカ・ダーリン）
- D.C.S.S. 〜ダ・カーポ セカンドシーズン〜（子供）
- 舞-乙HiME（ミユ、カーラ・ベリーニ）
- 雪の女王（オルガ）

2006年
- 桜蘭高校ホスト部（桜塚希美子、少年）
- 出ましたっ!パワパフガールズZ（被害者OL）
- ぷるるんっ!しずくちゃん（マミちゃん）
- まじめにふまじめ かいけつゾロリ（きよし）

2007年
- ザ・リプレイス 大人とりかえ作戦（ライリー・ユージン・ディアリング）
- DARKER THAN BLACK -黒の契約者-（ジュライ）

2008年
- BLEACH（リリネット・ジンジャーバック）

2009年
- しゅごキャラ!!どきっ（中山チヨコ）
- DARKER THAN BLACK -流星の双子-（ジュライ）
- ティアーズ・トゥ・ティアラ（エポナ）

2010年
- NARUTO -ナルト- 疾風伝（2010年 - 2017年、日向ハナビ）
- ポケットモンスター ダイヤモンド&パール（サカキの秘書）
- ポケットモンスター ベストウイッシュ（2010年 - 2011年、サカキの秘書、女性客、ヨーテリー、ミネズミ、モンメン 他）

2011年
- 俺たちに翼はない（日野英里子）

2016年
- ポケットモンスター XY&Z（マトリ）

2017年
- ポケットモンスター サン&ムーン（2017年 - 2018年、マトリ、ピチュー、キャモメ、ママンボウ、アローラニャース 他）
- BORUTO-ボルト- -NARUTO NEXT GENERATIONS-（2017年 - 2020年、日向ハナビ）

2020年
- ポケットモンスター（2020年 - 2021年、マトリ）

### 劇場アニメ
- ぼくの孫悟空（2003年）
- THE LAST -NARUTO THE MOVIE-（2014年、日向ハナビ）

### OVA
1996年
- 今日から俺は!!（女生徒B）

1999年
- Weiß kreuz

2000年
- からくりの君（子供A）

2001年
- うさぎちゃんでCue!!

2003年
- HAND MAID マイ（サイバドール・アイ）

2004年
- アカネマニアックス（大空寺あゆ）
- 王ドロボウJING in Seventh Heaven（天使）
- おジャ魔女どれみナ・イ・ショ（佐藤なつみ）

2006年
- 君が望む永遠〜Next Season〜（大空寺あゆ）
- 舞-乙HiME Zwei（ミユ）

2008年
- 舞-乙HiME 0〜S.ifr〜（ミユ）

2009年
- 日本昔ばなし・世界名作童話（ももたろう、うさぎ、いっすんぼうし）

2011年
- 俺たちに翼はない if（日野英里子）

### Webアニメ
- あゆまゆ劇場（2006年、大空寺あゆ）
- 亡念のザムド（2008年、キーオ）

### ゲーム
2001年
- Love Songs アイドルがクラスメ〜ト（観月唯香）

2002年
- 君が望む永遠 コンシューマー版（大空寺あゆ）
- ロマンスは剣の輝きII〜銀の虹をさがして〜（チム）

2003年
- 君が望む永遠〜Rumbling hearts〜（大空寺あゆ）
- バテン・カイトス 終わらない翼と失われた海（フィー）

2004年
- 攻殻機動隊 STAND ALONE COMPLEX（田上トシミ〈少女義体〉）
- センチメンタルプレリュード（綾崎雛乃）
- アニメバトル 烈火の炎〜Flame of Recca FINAL BURNING〜（鬼凜、風神）
- ホーンテッドマンション (ゲーム)（花嫁、貴婦人）

2005年
- サクラ大戦V 〜さらば愛しき人よ〜（森蘭丸）
- 舞-HiME 運命の系統樹（深優・グリーア）
- Like Life an hour（竜胆寺絆、起留）

2006年
- マブラヴ オルタネイティヴ全年齢版（イルマ・テスレフ）
- ロックマンゼクス（ルアール・ジ・アビスロイド）

2007年
- 神曲奏界ポリフォニカ THE BLACK（マチヤ・マティア）
- 召喚少女 〜ElementalGirl Calling〜（ドロッテ）

2008年
- ティアーズ・トゥ・ティアラ 花冠の大地（エポナ）

2009年
- ティアーズ・トゥ・ティアラ外伝 -アヴァロンの謎-（エポナ）
- ぼくのなつやすみ4 瀬戸内少年探偵団「ボクと秘密の地図」（ジュニア〈吉田次郎〉）

2010年
- 維新恋華 龍馬外伝（沖田総司〈子供時代〉）
- みんなのテニス ポータブル（パオラ）

2011年
- 乙女はお姉さまに恋してるPortable 2人のエルダー（度會史）
- 水月 弐（立花紫）

2012年
- 水月 弐 〜PORTABLE〜（立花紫）
- ヒーローズファンタジア（深優・グリーア、ジュライ）

2013年
- エンゲージナイツ 〜新約英雄大戦〜（アルキメデス、孫子）

2014年
- 俺たちに翼はない（日野英里子）

2015年
- PROJECT X ZONE 2:BRAVE NEW WORLD（蘭丸）

2016年
- 乙女理論とその周辺 -Bon Voyage-（華花）
- NARUTO -ナルト- 疾風伝 ナルティメットストーム4（日向ハナビ）

2021年
- モンスターストライク（リリネット・ジンジャーバック）

2025年
- BLEACH Rebirth of Souls（リリネット・ジンジャーバック）

### ドラマCD
- Love Songs アイドルがクラスメ〜ト ドラマアルバム ミッション・スプラッシュ（観月唯香、2001年）
- ワガママだけど愛しくて1（真弓、2005年）
- 俺たちに翼はない ドラマCD 2nd Season 第二巻（日野英里子、2009年）
- どみなのド!（桐井音瀬）[18]

### 吹き替え

#### 担当女優
G・ハネリウス
- お兄ちゃんはデンマザー（エミリー）
- ジェシー! シーズン3（マッケンジー）
- ブログ犬 スタン（エイヴリー・ジェニングス）

#### 映画
- 悪魔の棲む家（マイケル・ラッツ〈ジミー・ベネット〉）
- あの頃ペニー・レインと（エストレラ・スター）
- ALI アリ
- インビジブル ※テレビ朝日版
- エーミールと探偵たち
- エネミー・オブ・アメリカ（エリック・ディーン）※フジテレビ版
- オールド・ルーキー
- キャスパー（キャスパー）※DVD版
- キューティ・ブロンド3（ジニー）
- 撃鉄 GEKITETZ ワルシャワの標的（クラリッサ）
- サイダーハウス・ルール
- ジャンパー（ミリーの少女時代）※DVD・BD版
- スコーピオン・キング ※日本テレビ版
- ステップフォード・ワイフ
- ダーク・ブルー
- 探偵少女レクシー（英語版）（テイラー・ゴールド）
- 翼をください
- デイブは宇宙船（ジョシュ・モリソン）
- バーバー
- ハットしてキャット
- ハリー・ポッターと賢者の石
- ハリー・ポッターと秘密の部屋
- フォーチュン・クッキー
- ブラック・スワン（ヴェロニカ）
- ボルケーノ ※テレビ朝日版
- ホワイト・オランダー（ゼビー）
- ボーン・スプレマシー
- マグダレンの祈り
- ミスティック・リバー
- リベリオン（ロビー）
- ルルの冒険〜黄金の塊〜（英語版）（シルベスタ）

#### ドラマ
- ER緊急救命室シリーズ
  - シーズン5 #21（シャノン・ミッチェル〈マギー・ローソン〉）
  - シーズン6 #18（イアン・パーカー〈コナー・マシューズ〉）
  - シーズン7 #5（ジェイスン〈ルイス・ガルシア〉）
  - シーズン8 #15（ブリアン・クーパー〈ホリストン・コールマン〉）
  - シーズン9 #10（ジェーン・アービー〈ブリトニー・リー・ハーヴィ〉）
  - シーズン10 #4（エリカ・クロフォード〈ライオン・ニコール・ブラウン〉）
  - シーズン11 #4（セイジ・リチャードソン〈T・J・ホール〉）
- グレイズ・アナトミー 恋の解剖学5
- サード・ウォッチ（チャーリー・ヨーカス）
- ザ・ソプラノズ 哀愁のマフィア
- チャームド2 魔女3姉妹（ジェニー・ゴードン）
- ティーンズ救命隊
- ドリームハイ
- 走れ!ケリー（英語版）（スペンサー）
- 名探偵モンク
- ホテリアー（キム・ユンヒ〈ソン・ヘギョ〉）

#### アニメ
- おさるのジョージ
- エル・ドラド 黄金の都
- クリエイティブ・ギャラクシー（アーティー）
- ザ・リプレイス 大人とりかえ作戦（ライリー・ユージン・ディアリング）
- ノートルダムの鐘II
- パウ・パトロール（アレックス）

### 音声CD
- 教育出版『国語表現I 改訂版』音声CD

### ラジオ
- 山田太郎ものがたり
- 君のぞらじお
- ラジオあゆまゆ劇場（2008年1月15日 - 6月17日）

#### ラジオCD
- ラジオCD「ささら、まーりゃんの生徒会会長ラジオ for ToHeart2」Vol.7、10（2010年1月29日、2011年1月28日）
- SCRUM Radio〜らむらじ〜 ラジオCD Vol.3（2013年12月）

### 実写
- HiMEをかたる 命&深優[19]（2010年1月22日 - 不明、BS11） - BS11にて再放送時に行われた舞-HiME内のコーナー番組。清水愛と共演。

### その他コンテンツ
- しまじろうコンサート しまじろうともりのきかんしゃ（2017年、リリー）
- クレシェンド（オーディオドラマ、2019年[20]、少年健三[21]）

## ディスコグラフィ

### キャラクターソング
| 発売日   | 商品名                                                                          | 歌                                                                       | 楽曲                   | 備考                                                   |
| 2001年   | 2001年                                                                          | 2001年                                                                   | 2001年                 | 2001年                                                 |
| -------- | ------------------------------------------------------------------------------- | ------------------------------------------------------------------------ | ---------------------- | ------------------------------------------------------ |
| 4月25日  | Love Songs アイドルがクラスメ〜ト キャラクターソングシリーズ2 観月唯香/天城未優 | 観月唯香（浅井清己）                                                     | 「emotion」            | ゲーム『Love Songs アイドルがクラスメ〜ト』関連曲      |
| 2003年   |                                                                                 |                                                                          |                        |                                                        |
| 4月23日  | カメラ＝万年筆                                                                  | 小林沙苗、浅井清己、松来未祐                                             | 「カメラ＝万年筆」     | OVA『HAND MAID マイ』オープニングテーマ                |
| 4月23日  | カメラ＝万年筆                                                                  | 小林沙苗、浅井清己、松来未祐                                             | 「ハンドメイドでNe!」  | OVA『HAND MAID マイ』エンディングテーマ                |
| 2004年   |                                                                                 |                                                                          |                        |                                                        |
| 2月4日   | 君が望む永遠 Character Image Song series Portrait*4 あゆ                        | 大空寺あゆ（浅井清己）                                                   | 「PANIC」 「あゆ様論」 | テレビアニメ『君が望む永遠』関連曲                     |
| 11月3日  | センチメンタルプレリュード サウンドトラック                                     | SPガールズ                                                               | 「想い出がいっぱい」   | ゲーム『センチメンタルプレリュード』エンディングテーマ |
| 2005年   |                                                                                 |                                                                          |                        |                                                        |
| 6月8日   | 舞-HiME Character Vocal Album Vol.2 初恋方程式 第2楽章                          | 深優（浅井清己）                                                         | 「Angel's dew」        | テレビアニメ『舞-HiME』関連曲                          |
| 2008年   |                                                                                 |                                                                          |                        |                                                        |
| 6月25日  | 君が望む永遠〜Next Season〜 キャラクターイメージCD vol.3                        | 大空寺あゆ（浅井清己）、玉野まゆ（吉住梢）                               | 「ウェイトレス物語」   | OVA『君が望む永遠〜Next Season〜』イメージソング       |
| 2011年   |                                                                                 |                                                                          |                        |                                                        |
| 12月14日 | ブリコン 〜BLEACH CONCEPT COVERS〜 2                                            | コヨーテ・スターク（小山力也）、リリネット・ジンジャーバック（浅井清己） | 「オレンジ」           | テレビアニメ『BLEACH』関連曲                           |

### ユニットメンバー
1. ↑  仁科あゆみ（堀江由衣）、篠原さおり（松来未祐）、永瀬藍子（今井麻美）、二ノ宮遙（浅野るり）、橘なつみ（白石涼子）、長谷川聡美（氷上恭子）、白石みお（小暮英麻）、綾崎操（増田ゆき）、綾崎雛乃（浅井清己）、綾崎静音（高森奈緒）、結城さな（木川絵理子）、山下杏子（松崎史子）